# 鲁迦堪布·益喜图丹达吉
鲁迦堪布·益喜图丹达吉（？—？）民族及籍贯不详，第三世鲁迦堪布。

## 生平
益喜图丹达吉是继第二世鲁迦堪布喜绕多吉之后的第三世鲁迦堪布。其后有第四世鲁迦堪布益喜噶丹绕布吉。